# 15042 Anndavgui
15042 Anndavgui eller 1998 XZ8 är en asteroid i huvudbältet som upptäcktes den 14 december 1998 av den franske astronomen J.-C. Merlin vid Le Creusot-observatoriet. Den är uppkallad efter upptäckarens fru och barn.
Asteroiden har en diameter på ungefär 5 kilometer.